# Валгъярв (озеро, Канепи)
Ва́лгъярв (Вальгъярв; эст. Valgjärv, Otepää Valgjärv, Valgejärv) — озеро на юго-востоке материковой части Эстонии, располагается на территории волости Канепи в уезде Пылвамаа. Относится к водосборному бассейну реки Элва, правого притока Эмайыги.
Площадь водной поверхности озера составляет 66,2 га (по другим данным — 64,6 га или 65,8 га). Есть три острова, общей площадью 0,8 га.
Представляет собой проточное эвтрофное озеро, находящееся у деревни Валгъярве на высоте 176,5 м над уровнем моря.
Площадь водосборного бассейна озера равняется 4,9 км² (по другим данным — 7,8 км²). С северо-западной стороны из озера вытекает река Элва.